# Caecilia disossea
Caecilia disossea е вид безкрако земноводно от семейство Caeciliidae. Видът не е застрашен от изчезване.

## Разпространение и местообитание
Разпространен е в Еквадор и Перу.
Обитава райони с тропически и субтропичен климат, гористи местности, планини, градини и плантации.